# Liste des guerres et des batailles de l'Estonie
La liste des guerres et des batailles en Estonie montre, à partir du XIIIe siècle, les conflits armés les plus importants avec des guerres, des batailles et des escarmouches dans la région actuelle d'Estonie ou avec une participation estonienne significative.

## Vue d'ensemble
| Période               | Entité                                                                 | Image                                                       | Portée |
| --------------------- | ---------------------------------------------------------------------- | ----------------------------------------------------------- | --- |
| Jusqu'au XIIIe siècle | Tribus de Finnois de la Baltique                                       | Estonie avant 1217                                          | Estoniens • Revala, Harja, Virumaa, Järva, Saaremaa, Läänemaa, Alempois, Nurmekund, Mõhu, Vaiga, Jogentagana, Sakala, Ugandi                                                                           |
| 1207–1346             | Royaume du Danemark Confédération livonienne                           | Terra Mariana 1260                                          | Royaume du Danemark • Duché d'Estonie (1219–1561) État de l'ordre Teutonique • Chevaliers Porte-Glaive (1202–1237), ordre de Livonie (vers 1237) • Évêché de Dorpat (1224) • Évêché d'Ösel-Wiek (1228) |
| 1346–1561             | Confédération livonienne                                               |                                                             | État de l'ordre Teutonique (Chevaliers Porte-Glaive) • Ordre de Livonie • Duché d'Estonie (1219–1561) • Évêché de Dorpat (1224) • Évêché d'Ösel-Wiek (1228)                                            |
| 1561–1566/69          | Royaume de Suède Grand-duché de Lituanie Royaume du Danemark           | Polen-Litauen 1619: Duché de Livonie (dunkelgrau)           | Royaume de Suède • Duché d'Estonie (1219–1721) Grand-duché de Lituanie • Duché de Livonie (1561–1569) Royaume du Danemark • Ösel (1561–1645)                                                           |
| 1569–1629             | Royaume de Suède République des Deux Nations Royaume du Danemark       | Polen-Litauen 1619: Duché de Livonie                        | Royaume de Suède • Duché d'Estonie (1219–1721) République des Deux Nations • Duché de Livonie (1561–1629) Royaume du Danemark • Ösel (1561–1645)                                                       |
| 1629–1645             | Royaume de Suède Royaume du Danemark                                   |                                                             | Royaume de Suède • Livonie suédoise (1629–1721) Royaume du Danemark • Ösel (1561–1645) |
| 1645–1721             | Royaume de Suède                                                       | Livonie suédoise                                            | Royaume de Suède • Livonie suédoise (1629–1721) |
| 1721–1917             | République des Deux Nations                                            |                                                             | Empire russe • Gouvernement d'Estonie (1721–1918) • Gouvernement de Livonie (1721–1918) |
| 1917–1918             | Russie soviétique                                                      |                                                             | Russie soviétique • Gouvernement d'Estonie (1721–1918) • Gouvernement de Livonie (1721–1918) • Commune des travailleurs d'Estonie (1918–1919)                                                          |
| 1918/20–1940          | République d’Estonie                                                   | République d’Estonie 1918–1940                              | République d’Estonie 1918–1940 |
| 1940–1941             | Union soviétique                                                       | Occupation de l'Estonie 1940                                | Union soviétique • République socialiste soviétique d'Estonie 1940–1941 |
| 1941–1944             | Troisième Reich                                                        |                                                             | Troisième Reich • Generalbezirk Estland 1941–1944 |
| 1944–1991             | Union soviétique (selon le droit international : République d'Estonie) | Pertes territoriales de l'Estonie et de la Lettonie en 1945 | Union soviétique • République socialiste soviétique d'Estonie 1944–1991 |
| 1991–                 | République d'Estonie                                                   | République d’Estonie 1991–...                               | République d'Estonie 1991– |

## XIIIesiècle
| Date                         | Nom de la bataille                   | Ville, région, État actuel            | Résultat |
| 1180–1290 : croisades baltes | 1180–1290 : croisades baltes         | 1180–1290 : croisades baltes          | 1180–1290 : croisades baltes |
| ---------------------------- | ------------------------------------ | ------------------------------------- | --- |
| 1203                         | Bataille du Gotland                  | Gotland, Comté de Gotland, Suède      | L'archidiocèse de Riga et les croisés battent les Estoniens |
| été 1206                     | Bataille de Saaremaa (1206)          | Saaremaa, Estonie                     | Saaremaa bat le Danemark et les croisés |
| 1210                         | Bataille de Cēsis (1210)             | Cēsis, Livonie, Lettonie              | Les chevaliers Porte-Glaive, Archidiocèse de Riga, Livoniens et Latgales (Tālava) battent les Estoniens (Ugandi)                                                        |
| Août-septembre 1210          | Bataille de Valmeria (1210)          | Sud de Valmiera, Livonie, Lettonie    | Les Estoniens (Ugandi, Sakala et Sontagana) battent les chevaliers Porte-Glaive, les Livoniens (Turaida) et les Latgaliens (Tālava)                                     |
| Février–mars 1211            | Bataille de Viljandi (1211)          | Viljandi, Viljandimaa, Estonie        | Les chevaliers Porte-Glaive, l'archidiocèse de Riga, les Livoniens (Turaida) et les Latgaliens (Tālava) battent les Estoniens (Sakala)                                  |
| été 1211                     | Bataille de Turaida (1211)           | Turaida, Livonie, Lettonie            | Les chevaliers Porte-Glaive, l'archidiocèse de Riga, les Livoniens et les Latgaliens (Tālava) battent les Estoniens de Saaremaa et Reval                                |
| 1215                         | Bataille de Olustvere                | Olustvere, Viljandimaa, Estonie       | Les chevaliers Porte-Glaive, l'archidiocèse de Riga, les Livoniens battent les Estoniens (Sakala)                                                                       |
| printemps 1215               | Bataille de Riga (1215)              | Riga, Livonie, Lettonie               | Les chevaliers Porte-Glaive, l'archidiocèse de Riga, les Livoniens et les Latgaliens (Tālava) battent les Estoniens (Sakala)                                            |
| été 1215                     | Bataille de Saaremaa (1215)          | Saaremaa, Estonie                     | Les Estoniens et les Estes de Saaremaa battent les croisés |
| février 1217                 | Bataille d'Otepää                    | Otepää, Valgamaa, Estonie             | Novgorod et Estoniens (Saaremaa, Sakala, Harju) battent les chevaliers Porte-Glaive, l'Archidiocèse de Riga, les Livoniens, Latgales (Tālava) et les Estoniens (Ugandi) |
| 21 septembre 1217            | Bataille de la Saint-Matthieu (1217) | Suure-Jaani, Viljandimaa, Estonie     | Les chevaliers Porte-Glaive, l'Archidiocèse de Riga, les Livoniens (Turaida) et Latgales (Tālava) battent les Estoniens (Sakala, Lääne, Harju, Järva, Reval et Virumaa) |
| 15 juin 1219                 | Bataille de Lyndanisse               | Tallinn, Harjumaa, Estonie            | Le Danemark et les Wendes de Rügen ont battu les Estoniens (Reval et Harju)                                                                                             |
| 8 août 1220                  | Bataille de Lihula                   | Lihula, Pärnumaa, Estonie             | Saaremaa et Estoniens (Lääne) battent le royaume de Suède |
| avril 1221                   | Siège de Reval (1221)                | Tallinn, Harjumaa, Estonie            | Le royaume du Danemark bat les estoniens de Saaremaa et les Estoniens (Reval, Harju et Viru )                                                                           |
| février–mars 1223            | Siège de Reval (1223)                | Tallinn, Harjumaa, Estonie            | Le royaume du Danemark bat les estoniens de Saaremaa et les Estoniens (Lääne, Varbola, Järva et Viru)                                                                   |
| 1–15 août 1223               | Siège de Viljandi (1223)             | Viljandi, Viljandimaa, Estonie        | Les chevaliers Porte-Glaive, l'Archidiocèse de Riga, les Livoniens et les Latgaliens battent les Estoniens (Sakala), les Novgorodiens et les Russes de Pleskov          |
| 15 août 1224                 | Siège de Dorpat (1224)               | Tartu, Tartumaa, Estonie              | Les chevaliers Porte-Glaive, l'Archidiocèse de Riga, les Livoniens et les Latgaliens battent les Estoniens (Ugandi, Sakala) et les Russes de Novgorod                   |
| 29 janvier–3 février 1227    | Siège de Muhu                        | Muhu, Saare maakond, Estonie          | Les chevaliers Porte-Glaive, l'Archidiocèse de Riga, les Livoniens et les Latgaliens et les Estoniens convertis battent les Estoniens de Saaremaa et (Muhu)             |
| 22 septembre 1236            | Bataille de Šiauliai                 | Šiauliai, Comté de Schaulen, Lituanie | Les Samogitiens, les Lituaniens et les Semigalliens battent les chevaliers Porte-Glaive, les Russes de Pleskov, les Livoniens, les Latgaliens et le royaume du Danemark |
| 5 avril 1242                 | Bataille du lac Peïpous              | Lac Peïpous, Estonie/Russie           | Les Russes de Novgorod et de Pleskov et le grand-duché de Lituanie battent l'ordre de Livonie, le diocèse de Dorpat et le royaume du Danemark                           |
| 1245                         | Bataille de Cēsis                    | Cēsis, Livonie, Lettonie              | Le grand-duché de Lituanie et Nalšia battent l'ordre de Livonie, les Wendes de Lettonie et les Latgaliens                                                               |
| 1257                         | Bataille de Memel (1257)             | Klaipėda, Comté de Klaipėda, Lituanie | Les Samogitiens battent les ordres de Livonie et les Coures |
| 1259                         | Bataille de Skuodas                  | Skuodas, Comté de Klaipėda, Lituanie  | Les Samogitiens battent les ordres de Livonie et les Coures |
| 13 juillet 1260              | Bataille de Durbe                    | Durbe, Courlande, Lettonie            | Les Samogitiens et le grand-duché de Lituanie battent l'ordre de Livonie avec les Coures, les Prussiens, le royaume du Danemark et le royaume de Suède                  |
| 3 février 1262               | Bataille de Lielvārde                | Lielvārde, Livonie, Lettonie          | Les Samogitiens battent l'ordre de Livonie |
| février 1263                 | Bataille de Daugavgrīva (1263)       | Daugavgrīva, Livonie, Lettonie        | Grand-duché de Lituanie et Samogitiens contre l'ordre de Livonie |
| 18 février 1268              | Bataille de Rakvere                  | Rakvere, Viru occidental, Estonie     | Les Russes de Novgorod et de Pleskauer battent l'ordre de Livonie, le diocèse de Dorpat, l'évêché d'Ösel-Wiek et le royaume du Danemark (Estonie)                       |
| 16 février 1270              | Bataille de Karuse                   | Karuse, Pärnumaa, Estonie             | Le grand-duché de Lituanie et Zemgale battent l'ordre de Livonie, l'évêché de Dorpat, l'évêché d'Ösel-Wiek et le royaume du Danemark (Estonie)                          |
| 1277                         | Siège de Dunabourg (1277)            | Daugavpils, Latgale, Lettonie         | Le grand-duché de Lituanie contre l'ordre de Livonie |
| 5 mars 1279                  | Bataille d'Aizkraukle                | Aizkraukle, Livonie, Lettonie         | Le grand-duché de Lituanie bat l'ordre de Livonie |
| 26 mars 1287                 | Bataille de la Garoza                | Ozolnieki, Sémigalie, Lettonie        | Zemgale bat l'ordre de Livonie, les Livoniens, les Latgales et la ville de Riga                                                                                         |
| 1 juin 1298                  | Bataille de Turaida (1298)           | Turaida, Livonie, Lettonie            | Le grand-duché de Lituanie et la ville de Riga battent l'ordre de Livonie                                                                                               |

## XIVesiècle
| Date                                              | Nom de la bataille                                | Ville, région, État actuel                        | Résultat                                             |
| 1343–1345 soulèvement estonien contre le Danemark | 1343–1345 soulèvement estonien contre le Danemark | 1343–1345 soulèvement estonien contre le Danemark | 1343–1345 soulèvement estonien contre le Danemark    |
| ------------------------------------------------- | ------------------------------------------------- | ------------------------------------------------- | ---------------------------------------------------- |
| 23 avril 1343                                     | Soulèvement de la nuit de la Saint-George         | Comté de Harju, Estonie                           | Début du soulèvement des Estoniens                   |
| 11 Mai 1343                                       | Bataille de Kanavere                              | Kanavere (Comté de Harju), Estonie                | Les chevaliers Porte-Glaive ont vaincu les Estoniens |
| 14 Mai 1343                                       | Bataille de Sõjamäe                               | Sõjamäe, (Tallinn), Estonie                       | Les chevaliers Porte-Glaive ont vaincu les Estoniens |

## XVesiècle
| Date                                | Nom de la bataille                  | Ville, région, État actuel           | Résultat                                                                                   |
| 1480–1481 : guerre russo-livonienne | 1480–1481 : guerre russo-livonienne | 1480–1481 : guerre russo-livonienne  | 1480–1481 : guerre russo-livonienne                                                        |
| ----------------------------------- | ----------------------------------- | ------------------------------------ | ------------------------------------------------------------------------------------------ |
| 1481                                | Siège de Karksi (1481)              | Karksi, Comté de Viljandi, Estonie   | Le grand-duché de Moscou et le représentant Pleskow ont vaincu la confédération de Livonie |
| 1481                                | Siège de Tarvastu (1481)            | Tarvastu, Comté de Viljandi, Estonie | Le grand-duché de Moscou et le représentant Pleskow ont vaincu la confédération de Livonie |
| 1481, 1 mars–                       | Siège de Viljandi (1481)            | Viljandi, Viljandimaa, Estonie       | Le grand-duché de Moscou et le représentant Pleskow ont vaincu la confédération de Livonie |

## XVIesiècle
| Date                                | Nom de la bataille                  | Ville, région, Etat actuels         | Résultat                                                                                          |
| 1500–1502 : guerre russo-livonienne | 1500–1502 : guerre russo-livonienne | 1500–1502 : guerre russo-livonienne | 1500–1502 : guerre russo-livonienne                                                               |
| ----------------------------------- | ----------------------------------- | ----------------------------------- | ------------------------------------------------------------------------------------------------- |
| 27 août 1501                        | Bataille de la Seriza               | Izborsk Pskov, Pskov, Russie        | La Confédération de Livonie bat le grand-duché de Moscou                                          |
| 13 septembre 1502                   | Bataille du lac Smolina             | Palkino Pskov, Pskov, Russie        | La Confédération de Livonie bat le grand-duché de Moscou                                          |
| 1558–1583 : guerre de Livonie       |                                     |                                     |                                                                                                   |
| 1 avril–11 mai 1558                 | Siège de Narva (1558)               | Narva, Viru oriental, Estonie       | La Russie tsariste bat la Confédération livonienne                                                |
| 29 juin 1558                        | Siège de Vastseliina                | Vastseliina, Võrumaa, Estonie       | La Russie tsariste bat la Confédération livonienne                                                |
| 8–18 juillet 1558                   | Siège de Dorpat (1558)              | Tartu, Tartumaa, Estonie            | La Russie tsariste bat l'évêché de Dorpat                                                         |
| août 1558                           | Siège de Paide (1558)               | Paide, Jerwen, Estonie              | La Russie tsariste bat la Confédération livonienne                                                |
| septembre–octobre 1558              | Siège de Rõngu                      | Rõngu, Tartumaa, Estonie            | La Confédération livonienne bat la Russie tsariste                                                |
| 17 janvier 1559                     | Bataille de Tirza                   | Tirza, Livonie, Lettonie            | La Russie tsariste bat la Confédération de Livonie et l'archidiocèse de Riga                      |
| 2 août 1560                         | Bataille de Ērģeme                  | Ērģeme, Livonie, Lettonie           | La Russie tsariste bat la bat l'ordre de Livonie, la Pologne royale et le grand-duché de Lituanie |
| 20 août 1560                        | Siège de Viljandi (1560)            | Viljandi, Viljandimaa, Estonie      | La Russie tsariste bat l'ordre de Livonie                                                         |
| 21 août 1570–30 mars 1571           | Siège de Reval (1570–1571)          | Tallinn, Harju, Estonie             | Le royaume de Suède bat la Russie tsariste                                                        |
| 21 décembre 1572–1 janvier 1573     | Siège de Paide (1572–1573)          | Paide, Järva, Estonie               | La Russie tsariste bat le royaume de Suède                                                        |
| 23 janvier 1573                     | Bataille de Koluvere                | Koluvere, Lääne, Estonie            | Le royaume de Suède bat la Russie tsariste                                                        |
| janvier-mars 1574                   | Siège de Rakvere (1574)             | Rakvere, Viru occidental, Estonie   | La Russie tsariste bat le royaume de Suède                                                        |
| 27 janvier – 13 mars 1577           | Siège de Reval (1577)               | Tallinn, Harju, Estonie             | Le royaume de Suède bat la Russie tsariste                                                        |
| 14 septembre–fin septembre 1579     | Siège de Narva (1579)               | Narva , Viru oriental, Estonie      | La Russie tsariste bat le royaume de Suède                                                        |
| octobre–décembre 1580               | Siège de Padise                     | Padise, Harju, Estland              | Le royaume de Suède bat la Russie tsariste                                                        |
| 18 août–6 septembre 1581            | Siège de Narva (1581)               | Narva , Viru oriental, Estonie      | Le royaume de Suède bat la Russie tsariste                                                        |
| 1590–1595 : guerre russo-suédoise   |                                     |                                     |                                                                                                   |

## XVIIesiècle
| Date | Nom de la bataille                 | Ville, région, État actuel         | Résultat                           |
| 1600–1611 : guerre polono-suédoise                                                                                | 1600–1611 : guerre polono-suédoise | 1600–1611 : guerre polono-suédoise | 1600–1611 : guerre polono-suédoise |
| --- | ---------------------------------- | ---------------------------------- | ---------------------------------- |
| 29 octobre 1600                                                                                                   | Bataille de Karkus                 | Karksi, Viljandimaa, Estonie       | La Pologne-Lituanie bat la Suède   |
| 25 mars–17 mai 1602                                                                                               | Siège de Viljandi (1601)           | Viljandi, Viljandimaa, Estonie     | La Pologne-Lituanie bat la Suède   |
| 31 mai–30 septembre 1602                                                                                          | Siège de Paide (1602)              | Paide, Järva, Estonie              | La Pologne-Lituanie bat la Suède   |
| 30 juin 1602 | Bataille de Reval (1602)           | Tallinn, Harju, Estonie            | La Pologne-Lituanie bat la Suède   |
| 5 mars 1603 | Bataille de Rakvere (1603)         | Rakvere, Viru occidental, Estonie  | La Pologne-Lituanie bat la Suède   |
| 25 septembre 1604                                                                                                 | Bataille de Paide (1604)           | Paide, Järva, Estonie              | La Pologne-Lituanie bat la Suède   |
| 28 février–2 Mars 1609                                                                                            | Bataille de Pärnu (1609)           | Pärnu, Pärnumaa, Estonie           | La Pologne-Lituanie bat la Suède   |
| 1617–1618 : guerre polono-suédoise                                                                                |                                    |                                    |                                    |
| 11–14 août 1617                                                                                                   | Siège de Pärnu (1617)              | Pärnu, Pärnumaa, Estonie           | La Suède bat la Pologne-Lituanie   |
| 1621–1625 : guerre polono-suédoise                                                                                |                                    |                                    |                                    |
| 1626–1629 : guerre polono-suédoise                                                                                |                                    |                                    |                                    |
| 1656–1658 : guerre russo-suédoise première guerre du Nord (1655–1660), Déluge, guerre russo-polonaise (1654-1667) |                                    |                                    |                                    |
| 28 juillet–13 octobre 1656                                                                                        | Siège de Tartu (1656)              | Tartu, Tartumaa, Estonie           | La Russie tsariste bat la Suède    |
| juillet–août 1657                                                                                                 | Siège de Tartu (1657)              | Tartu, Tartumaa, Estonie           | La Russie tsariste bat la Suède    |
| 1675–1679 : guerre de Scanie (1674–1679)                                                                          |                                    |                                    |                                    |

## XVIIIe-XIXesiècle
| Date                         | Nom de la bataille            | Ville, région, Etat actuels                                   | Résultat                        |
| 1700 : grande guerre du Nord | 1700 : grande guerre du Nord  | 1700 : grande guerre du Nord                                  | 1700 : grande guerre du Nord    |
| ---------------------------- | ----------------------------- | ------------------------------------------------------------- | ------------------------------- |
| 7 novembre 1700              | Bataille de Varja             | Varja, Viru oriental, Estonie                                 | La Suède bat la Russie tsariste |
| 27 novembre 1700             | Bataille du col de Pühhajoggi | Pühajõe, Viru oriental, Estonie                               | La Suède bat la Russie tsariste |
| 30 novembre 1700             | Bataille de Narva (1700)      | Narva, Viru oriental, Estonie                                 | La Suède bat la Russie tsariste |
| 15 septembre 1701            | Bataille de Räpina            | Räpina, Põlvamaa, Vastse Kasaritsa et Rõuge, Võrumaa, Estonie | La Suède bat la Russie tsariste |
| 29 décembre 1701             | Bataille d'Erastfer           | Erastvere, Põlvamaa, Estonie                                  | La Russie tsariste bat la Suède |
| 29 juillet 1702              | Bataille de Hummelshof        | Hummuli, Valgamaa, Estonie                                    | La Russie tsariste bat la Suède |
| 7 mai 1704                   | Bataille de Emajõgi           | Emajõgi, Tartumaa, Estonie                                    | La Russie tsariste bat la Suède |
| 4 juin–13 juillet 1704       | Siège de Tartu (1704)         | Tartu, Tartumaa, Estonie                                      | La Russie tsariste bat la Suède |
| 26 juin 1704                 | Bataille de Rakvere (1704)    | Rakvere, Viru occidental, Estonie                             | La Russie tsariste bat la Suède |
| 27 juin–août 1704            | Bataille de Narva (1704)      | Narva, Viru oriental, Estonie                                 | La Russie tsariste bat la Suède |
| 16 août 1708                 | Siège de Rakvere (1708)       | Rakvere, Viru occidental, Estonie                             | La Russie tsariste bat la Suède |
| 22 juillet – 15 août 1710    | Siège de Pärnu (1710)         | Pärnu, Pärnumaa, Estonie                                      | La Russie tsariste bat la Suède |
| 18 août–30 septembre 1710    | Siège de Reval (1710)         | Tallinn, Harju, Estonie                                       | La Russie tsariste bat la Suède |
| 4 juin 1719                  | Bataille de l'île d'Ösel      | Saaremaa, Saare maakond, Estonie                              | La Russie tsariste bat la Suède |

## XXesiècle
| Date | Nom de la bataille                                                                                        | Ville, région, Etat actuels                                                                               | Résultat                                                                                                  |
| 1914–1918 – Première Guerre mondiale                                                                      | 1914–1918 – Première Guerre mondiale                                                                      | 1914–1918 – Première Guerre mondiale                                                                      | 1914–1918 – Première Guerre mondiale                                                                      |
| 1918–1920 : guerre d'indépendance de l'Estonie, guerre d'indépendance de la Lettonie, guerre civile russe | 1918–1920 : guerre d'indépendance de l'Estonie, guerre d'indépendance de la Lettonie, guerre civile russe | 1918–1920 : guerre d'indépendance de l'Estonie, guerre d'indépendance de la Lettonie, guerre civile russe | 1918–1920 : guerre d'indépendance de l'Estonie, guerre d'indépendance de la Lettonie, guerre civile russe |
| --- | --- | --- | --- |
| 28 novembre 1918                                                                                          | Bataille de Narva (1918)                                                                                  | Narva, Viru oriental, Estonie                                                                             | La Russie soviétique bat l'Estonie et l'Empire allemand                                                   |
| 28 novembre 1918                                                                                          | Bataille de Joala                                                                                         | Joala (Narva), Viru oriental, Estonie                                                                     | L'Estonie et l'Empire allemand battent la Russie soviétique                                               |
| 15 décembre 1918                                                                                          | Bataille de Rägavere                                                                                      | Rägavere, Viru occidental, Estonie                                                                        | La Russie soviétique bat l'Estonie                                                                        |
| 23 décembre 1918                                                                                          | Bataille de Punapargi                                                                                     | Tihemetsa, Pärnumaa, Estonie                                                                              | L'Empire allemand bat l'Estonie                                                                           |
| 3 janvier 1919                                                                                            | Bataille de Valkla                                                                                        | manoir de Valkla, Harju, Estonie                                                                          | La Russie soviétique bat l'Estonie                                                                        |
| 4 janvier 1919                                                                                            | Bataille de Kehra                                                                                         | Kehra, Harju, Estonie                                                                                     | L'Estonie et la Finlande battent la Russie soviétique                                                     |
| 9 janvier 1919                                                                                            | Bataille de Tapa                                                                                          | Tapa, Viru occidental, Estonie                                                                            | La Russie soviétique bat l'Estonie et la Finlande                                                         |
| 13–14 janvier 1919                                                                                        | Bataille de Tartu (1919)                                                                                  | Tartu, Tartumaa, Estonie                                                                                  | L'Estonie et la Finlande battent la Russie soviétique                                                     |
| 17–19 janvier 1919                                                                                        | Bataille de Udria                                                                                         | Udria, Viru oriental, Estonie                                                                             | L'Estonie et la Finlande battent la Russie soviétique                                                     |
| 18 janvier 1919                                                                                           | Bataille de Laagna                                                                                        | Laagna, Viru oriental, Estonie                                                                            | L'Estonie et la Finlande battent la Russie soviétique                                                     |
| 18–19 janvier 1919                                                                                        | Première bataille de Narva                                                                                | Narva, Viru oriental, Estonie                                                                             | L'Estonie et la Finlande battent la Russie soviétique                                                     |
| 31 janvier 1919                                                                                           | Bataille de Paju                                                                                          | Manoir Paju près de Valga, Valgamaa, Estonie                                                              | L'Estonie et la Finlande battent la Russie soviétique et la république soviétique de Lettonie             |
| 20–23 mars 1919                                                                                           | Bataille de Sänna                                                                                         | Sänna à Suure-Ruuga, Võrumaa, Estonie                                                                     | L'Estonie bat la Russie soviétique                                                                        |
| 19–20 juin 1919                                                                                           | Bataille de Limbaži                                                                                       | Limbaži à Straupe, Livonie, Lettonie                                                                      | L'Estonie et la Lettonie battent l'armée de la baltique et la division de fer de l'Empire allemand        |
| 19–23 juin 1919                                                                                           | Bataille de Cēsis (1919)                                                                                  | Cēsis, Livonie, Lettonie                                                                                  | L'Estonie et la Lettonie battent l'armée de la baltique et la division de fer de l'Empire allemand        |
| 13 octobre–9 novembre 1919                                                                                | Opération Krasnaja Gorka                                                                                  | Ingrie, Russie                                                                                            | La Lettonie, l'Estonie et le Royaume-Uni battent l'Armée de libération de la Russie occidentale           |
| 11 novembre 1919                                                                                          | Bataille de Riga (1919)                                                                                   | Riga, Livonie, Lettonie                                                                                   | La Lettonie, l'Estonie et le Royaume-Uni battent l'Armée de libération de la Russie occidentale           |
| 18–30 novembre 1919                                                                                       | Troisième bataille de Narva                                                                               | Narva, Viru oriental, Estonie                                                                             | L'Estonie bat la Russie soviétique                                                                        |
| 18–30 décembre 1919v                                                                                      | Bataille de Krivasoo                                                                                      | Krivasoo, Viru oriental, Estonie                                                                          | L'Estonie bat la Russie soviétique                                                                        |
| 22 novembre 1919                                                                                          | Bataille de Radviliškis                                                                                   | Radviliškis, Šiauliai, Lituanie                                                                           | La Lettonie, l'Estonie et le Royaume-Uni battent l'Armée de libération de la Russie occidentale           |
| 1939–1945 – Seconde Guerre mondiale                                                                       | | | |
| 1er février-1er mars 1944                                                                                 | Kingisepp–Gdov                                                                                            | Narva, Estonie                                                                                            | |
| 15-28 février 1944                                                                                        | Bataille de Narva 1re offensive                                                                           | Narva, Estonie                                                                                            | |
| 1er-4 mars 1944                                                                                           | Bataille de Narva 2e offensive                                                                            | Narva, Estonie                                                                                            | |
| 18-24 mars 1944                                                                                           | Bataille de Narva 3e offensive                                                                            | Narva, Estonie                                                                                            | |
| 2 février-26 juillet 1944                                                                                 | Bataille de Narva 4e offensive                                                                            | Narva, Estonie                                                                                            | |
| juillet 1944                                                                                              | Bataille de Narva 5e offensive                                                                            | Narva, Estonie                                                                                            | |
| 20-25 juillet 1944                                                                                        | Bataille d'Auvere                                                                                         | Auvere, Estonie                                                                                           | |
| 25 juillet-10 août 1944                                                                                   | Bataille de la ligne Tannenberg                                                                           | Narva, Estonie                                                                                            | |
| 10-16 août 1944                                                                                           | Offensive de Tartu                                                                                        | Tartu, Estonie                                                                                            | |
| 17–26 septembre 1944                                                                                      | Offensive de Tallinn                                                                                      | Tallinn, Estonie                                                                                          | |
| 21 septembre 1944                                                                                         | Bataille de Porkuni                                                                                       | Lac Porkuni, Estonie                                                                                      | |
| 21 septembre-24 novembre 19441                                                                            | Opération Moonsund                                                                                        | Archipel de Moonsund, Estonie                                                                             | |
| 8 octobre 1944                                                                                            | Bataille de Tehumardi                                                                                     | Tehumardi, Estonie                                                                                        | |